# キャロル クリスチャン ポエル
キャロル クリスチャン ポエル (Carol Christian Poell) は、1966年オーストリア生まれのファッションデザイナー、キャロル・クリスチャン・ポエル(Carol Christian Poell)のファッションブランド。
テーラーリング技術を父から学び、その技術を背景に構築的なラインを作り出す。また、素材の開発や新しい服への試みなども積極的に行っている。